# Désacidification (vin)
La désacidification d'un vin consiste à diminuer son acidité. En France, cette technique est facultative et réglementée. 

## Produits utilisées
La désacidification peut se faire par ajout de bicarbonate de potassium, de carbonate de calcium, ou de tartrate neutre de potassium, mais aussi de bactéries lactiques.

### Bicarbonate de potassium

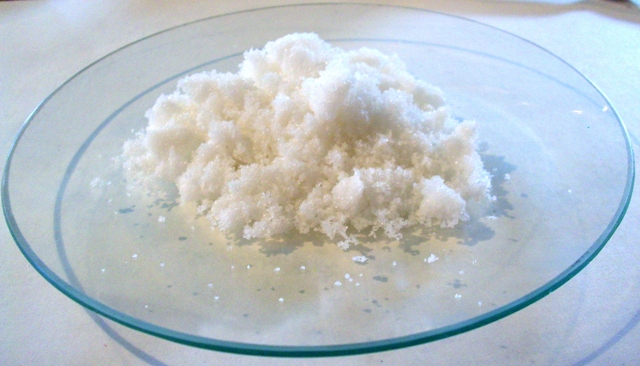
Bicarbonate de potassium.

L’apport d’ions potassium engendre la salification de l’acide tartrique libre avec une formation d’hydrogénotartrate de potassium, ce sont des sels insolubles qui précipitent par sursaturation en bitartrate de potassium.
L'apport maximum de bicarbonate de potassium est de 150 g/hL sur vin.

### Carbonate de calcium

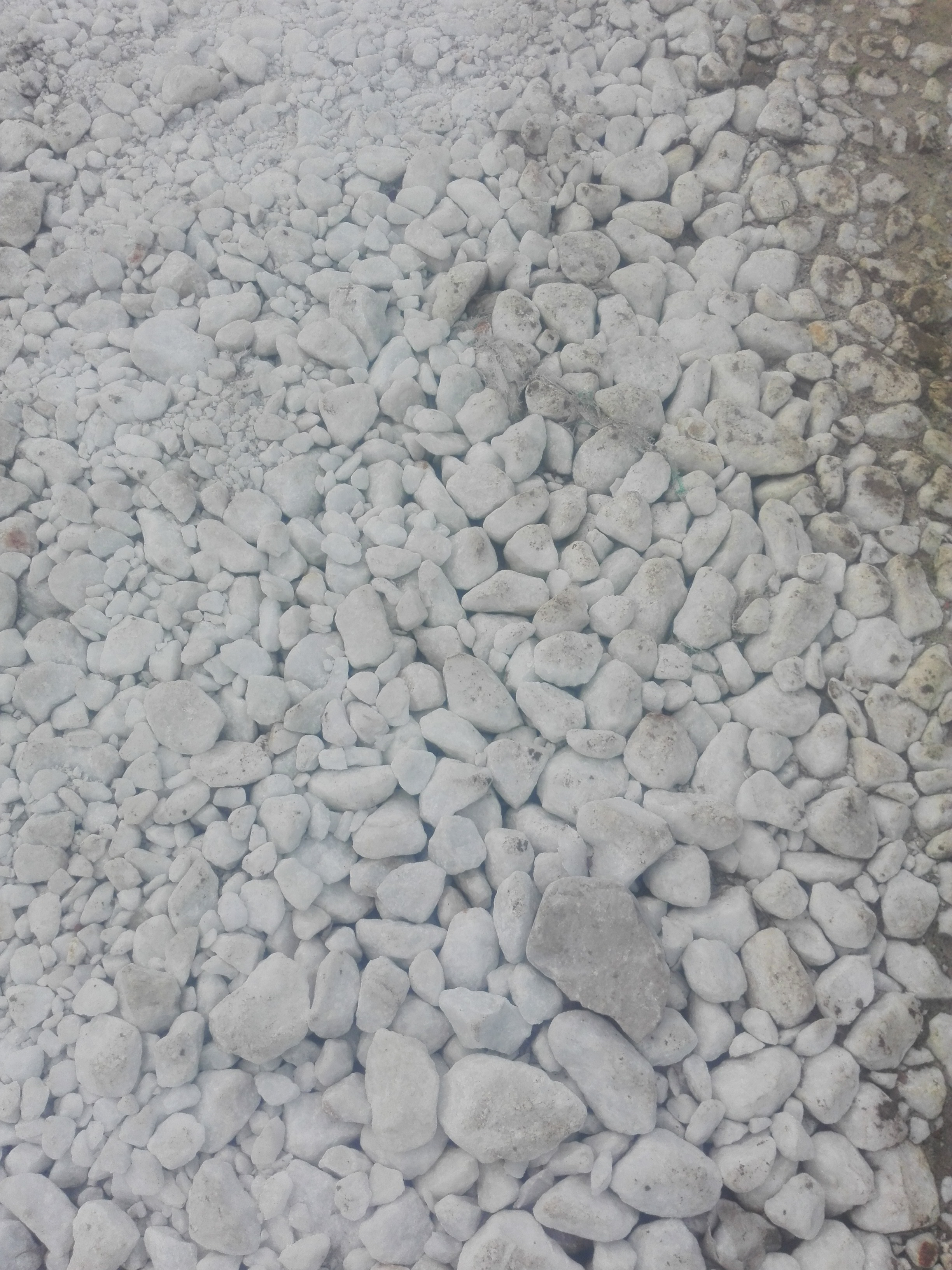
Carbonate de calcium (craie).

Le carbonate de calcium engendre la salification de l’acide tartrique libre avec une formation de tartrate de calcium, ce sont des sels insolubles qui précipitent.
L'apport maximum de carbonate de calcium est de 65 g/ hL sur vin.

### Tartrate neutre de potassium
La formule du tartrate neutre de potassium est : C4H4O6K2,(H2O)1/2.
L'apport maximum de tartrate neutre de potassium est de 160 g/ hL sur vin.

### Bactéries lactiques

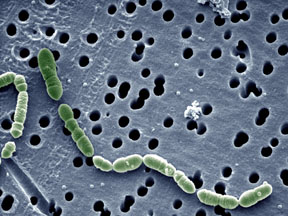
Bactéries lactiques au microscope.

L'ajout de bactéries lactiques permettant de faire la fermentation malolactique a pour effet secondaire de baisser l'acidité, elles dégradent de l'acide-L-malique en acide-L-lactique.

## Procédé
La désacidification est généralement réalisée sur moût, en tout début de fermentation. Les résultats pouvant être d'une efficacité variable, un ajustement en fin de fermentation ou sur vin peut être nécessaire. Les produits se présentent sous forme de poudre, ils sont d'abord dilués avant d'être intégrés lors d'un remontage d'homogénéisation.

## Alternatives

### À la vigne
En choisissant une date de récolte plus tardive, l'acidité de la vendange aura plus de chance d'avoir diminué, les acides sont dégradés par les températures élevées et dans le temps notamment l'acide malique.

### À la cave
L'utilisation de levures dites « désacidifiantes » ou « démaliquantes », peut favoriser l'acidité des vins.
Les techniques de couplage de deux nano-filtrations avec une étape de salification des acides entre les deux filtrations permet la désacidification.
Les techniques d'utilisation d’appareil électro-membranaire, avec une alternance de membranes anioniques et bipolaires est autorisé depuis février 2013.

## Réglementation
En France la désacidification est réglementée. Elle est autorisée dans les zones viticoles A, B, C Ia, C Ib, CII, et CIIIa, ce qui exclut la zone CIIIb.
La désacidification des vins ne peut être effectuée que dans la limite maximale de 1 gramme par litre exprimée en acide tartrique, soit 13,3 milliéquivalents par litre. Le moût de raisins destiné à la concentration peut faire l'objet d'une désacidification partielle.
La désacidification et l'acidification d'un même produit s'excluent mutuellement.
La déclaration de la première opération de désacidification doit être faite dans les 48 heures suivant son déroulement. Pour le reste de la campagne de vendange, l'inscription dans le registre de son utilisation suffit.
Elle peut se faire sur les différents produits au sens législatif, raisins frais,  moût de raisin,  moût de raisin partiellement fermenté, vin nouveau encore en fermentation, vin fini et moût concentré rectifié.
Les différentes bases sont admises en vinification biologique, les bactéries lactiques admises si elles sont produites selon la certification biologique, les techniques de traitement physique sont interdites.

## Conséquences

### Organoleptiques
La diminution de l’acidité donne une sensation d'équilibre en bouche, en enlevant le mordant et la fraîcheur. La couleur des vins rouges vire légèrement du rouge au violet, dû à la modification de la configuration spatiale des anthocyanes. 

### Bio-chimiques
La désacidification fait diminuer l'acidité, donc augmenter le pH. Cette augmentation de pH augmente l'activité des micro-organismes et donc le risque d'apparition de défauts sur le vin.
Le SO2 est moins actif à pH haut, son efficacité est diminuée, cependant si la désacidification est effectuée, cela implique que le pH était relativement bas à l'origine ce qui garantit une protection acceptable.